# Juan Cazorla Pedrero
Juan Cazorla Pedrero, apodado Tom Mix (Cartagena, España; 24 de enero de 1920 – Barquisimeto, Venezuela; 27 de noviembre de 2005) fue un anarcosindicalista y guerrillero antifranquista español.

## Biografía

### En la Revolución española (1936-1945)
Cazorla nació en la localidad murciana de Cartagena, pero pronto se estableció en Cataluña, donde se unió a la Federación Ibérica de Juventudes Libertarias (FIJL) de La Torrassa.
Al comienzo de la guerra civil española, luchó en la Columna Roja y Negra. Después de las Jornadas de mayo de 1937, fue encerrado en la Cárcel Modelo de Barcelona. A esta experiencia de privación de libertad la siguió otra unos años más tarde: durante el exilio en Francia, Cazorla Pedrero fue capturado por los alemanes e internado en el campo de concentración de Mauthausen-Gusen, del cual no pudo salir hasta 1945, con la liberación aliada.

### Los maquis y la FAI en el exilio (1945-1961)
Tras sobrevivir al cautiverio de los nazis, volvió a trabajar inmediatamente, participando en la lucha libertaria contra el régimen franquista. Como miembro de la Secretaría de Defensa del Comité Peninsular de la Federación Anarquista Ibérica y la FIJL, Tom Mix convirtió su casa en el barrio de Collblanc en la imprenta clandestina del periódico Tierra y Libertad; exhibió tres banderas de la FAI en algunas terrazas de La Torrassa; y el 31 de mayo de 1947 asistió a una «acción directa» en Granollers junto a su camarada Ramón González Sanmartí, El nano de Granollers.
1947 fue también el año de creación del Movimiento Libertario de Resistencia, una organización que pretendía ser el brazo armado del anarcosindicalismo español. Cazorla se adhirió a él al igual que otros muchos anarquistas, como Josep Lluís Facerías y Celedonio García Casino; junto a estos compañeros y Francisco Ballester Orovitg y Domingo Ibars Joanies, Tom Mix robó un banco en Barcelona en diciembre de 1947.
El 13 de mayo de 1948, una emboscada policial cogió por sorpresa a Cazorla Pedrero y otros dos compañeros. El tiroteo terminó mal para ellos: Raúl Carballeira Lacunza y él resultaron heridos, y Ramón González Sanmartí murió a consecuencia de los disparos. Del cuidado de Cazorla se hizo cargo José Pujol Grúa, un médico libertario que había sido camarada de Tom en la Columna Roja y Negra, y en poco tiempo éste fue capaz de cometer otra acción de «expropiación».
El 15 de agosto, Cazorla Pedrero cruzó la frontera con un grupo liderado por Francisco Denis, experto organizador de los pasos entre los Pirineos. Una vez en Francia, volvió a trabajar para las organizaciones libertarias del exilio: ingresó en la Comisión de Defensa de la Confederación Nacional del Trabajo (CNT) de Toulouse en 1951 y se hizo miembro de la Comisión de Relaciones de la FAI de José Borrás Cascarosa. Pero el activismo anarquista disfrutó poco tiempo de la indulgencia del Estado francés. Juan Cazorla fue expulsado del país en 1961 y se trasladó a la ciudad venezolana de Caracas.

### En Venezuela (1961-2005)
En Caracas se formó un grupo de la FAI compuesto por Tom Mix, Francisco Portela y Pablo Benaiges. En estos años Cazorla, con el seudónimo «Isidro Maltrana» –un personaje de la novela La horda, de Vicente Blasco Ibáñez–, colaboró en muchas revistas y publicaciones libertarias (Cenit, Solidaridad Obrera, Ekintza Zuzena...), por lo que fue nombrado responsable de la Secretaría de Propaganda de la CNT en el exilio.
A la muerte de Francisco Franco, volvió algunas veces a España. A pesar de las dificultades económicas a las que tuvo que hacer frente en sus últimos años, Cazorla Pedrero siempre se negó a percibir cualquier tipo de ayuda financiera del Estado. Murió el 25 de noviembre de 2005 en Barquisimeto (Venezuela).